# ألان كان
ألان كان (بالإنجليزية: Alan Cann)‏ هو لاعب دوري الرغبي أسترالي، ولد في 11 مارس 1971.